# Robert Kabbas
Robert Kabbas   (Alexandria, 15 de març de 1955) és un aixecador de peses australià, ja retirat, que va competir durant les dècades de 1970 i 1980.
El 1976 va prendre part en els Jocs Olímpics d'Estiu de Montreal, on fou dotzè en la competició del pes mitjà del programa d'halterofília. Quatre anys més tard, als Jocs de Moscou, disputà la prova del pes pesant lleuger. El millor resultat en uns Jocs Olímpics l'aconseguí el 1984, a Los Angeles, on guanyà la medalla de plata en la competició del pes pesant lleuger.
En el seu palmarès també destaca una medalla de plata al Campionat del món d'halterofília de 1984 i dues medalles d'or i una de plata als Jocs de la Commonwealth, entre el 1978 i 1986.
L'octubre del 2007 fou escollit president de la Federació Australiana d'Halterofília.